# Dayr Kab
Dayr Kab (àrab: دير كعب, Dayr Kaʿb) fou un antic monestir i assentament de l'Iraq, de la tribu dels Iyad, a la ruta entre Ctesifont i Kufa. És conegut perquè després de la victòria musulmana sobre els perses sassànides a la batalla d'al-Qadisiyya (636), en aquest lloc els musulmans van derrotar un contingent persa comandat per Mukhayridjan.